# 유경채
유경채(柳景埰, 1920년 ~ 1995년)는 일제강점기, 대한민국의 서양화가이다. 창작미술협회의 창립동인이며, 동 그룹의 실질적인 리더이기도 하다.

## 생애
서울 출신이다. 1941년 일본 도쿄로쿠인사화학교(東京綠陰社畵學校)를 졸업하고, 세키다쿠니타로(績田國太郞)에게서 사사(師事)했다. 1940년부터 선전(鮮展), 일본 대조회(大潮會) 미술전에 출품하기 시작하였고, 1949년의 제1회 국전에서는 대통령상을 수상했다. 1942년 마산상업학교·경기사범학교 교사로 재직한 것을 필두로 대구·진해 등지에서 고등학교 교사를 역임했다. 1953년 이후 문교부 교사자격 검정고시 위원과 교재심의위원, 요목제정(要目制定) 위원을 거쳤고 이화여자대학교·서울대학교·홍익대학교의 강사를 거쳐 1955년에는 이화여자대학교 교수가 되었다. 1957년 서울시 문화상을 받았고 1967년 제8회 상파울로 비엔날레에 출품했다.

## 작품
작품으로 〈폐림지(廢林地) 부근〉, 〈뒷산〉, 〈산길〉 등이 있다.